# Eleccions legislatives hongareses de 1953
Les eleccions legislatives hongareses de 1953 se celebraren el 17 de maig de 1953 per a renovar els 298 membres de l'Assemblea Nacional d'Hongria. La candidatura única del Front d'Independència Popular Hongarès va passar a tenir només membres del Partit Hongarès dels Treballadors, que en aquesta ocasió va obtenir 206 escons, i representants independents, que va rebre 92, situació que s'aniria repetint en properes eleccions.
Aquestes eleccions van succeir en el context de la mort de Stalin, que provocaria grans canvis en tot el bloc comunista. En el context hongarès, la posició de Mátyás Rákosi es va veure enormement afeblida, després de les mateixes es va veure obligat a dimitir en favor del nou govern d'Imre Nagy, de caràcter més reformista. Entre altres qüestions, es va refundar l'aliança àmplia, des del 1949 el Front d'Independència Popular Hongarès, com a Front Popular Patriòtic el 1954, amb un caràcter més obert i transversal.

## Resultats
|                                 |                                        |                                 |                                   |           |       |           |     |
| Partit                          | Partit                                 | Partit                          | Partit                            | Vots      | %     | Escons    | +/- |
|                                 | Front d'Independència Popular Hongarès |                                 | Partit Hongarès dels Treballadors | 6,256,653 | 99.03 | 206 / 298 | 79  |
|                                 | Front d'Independència Popular Hongarès | Independents                    | 92 / 298                          | 6,256,653 | 99.03 | 90        |     |
| En contra                       | En contra                              | En contra                       | En contra                         | 61,257    | 0.97  | –         |     |
| Vots en blanc/nuls              | Vots en blanc/nuls                     | Vots en blanc/nuls              | Vots en blanc/nuls                | 52,609    | 0.83  | –         |     |
| Total                           | Total                                  | Total                           | Total                             | 6,370,519 | 100   | 298       |     |
| Votants registrats/participació | Votants registrats/participació        | Votants registrats/participació | Votants registrats/participació   | 6,501,869 | 97.98 | –         |     |
| Font: Nohlen & Stöver           |                                        |                                 |                                   |           |       |           |     |